# Nicolas Pothier
Pour les articles homonymes, voir Pothier.
Nicolas Pothier, né le 14 avril 1968 à Poitiers, est un auteur de bande dessinée français.

## Biographie
Né à Poitiers, Nicolas Pothier passe sa jeunesse à Tours où il fait ses premiers pas dans la BD, en publiant plusieurs histoires courtes dans le fanzine Trizonik 21, en tant que dessinateur. Après un premier album auto-édité, Vies, moeurs et opinions, scénarisé par Luc Blanvillain, c'est aux éditions Week-end Doux qu'il publie son premier album Jours d'Aujourd'hui toujours avec Luc Blanvillain au scénario.
De 1992 à 2003, il travaille dans le jeu vidéo chez Infogrames/Atari, principalement sur des licences de la bande dessinée (Astérix, Tintin, Les Schtroumpfs, Titeuf…) en passant d'animateur 2D à directeur artistique. À la même période, il collabore au mensuel BoDoï dans lequel il anime tous les mois la double page du pinailleur, une rubrique qui recense les erreurs des auteurs dans leurs bandes dessinées.
En 2003, il se lance professionnellement dans la bande dessinée en signant, dans BoDoï et Métal hurlant, diverses histoires courtes (notamment avec Joël Mouclier et Yannick Corboz) et des textes humoristiques parodiant les héros de BD (illustrés par Simon Léturgie).
En 2004, toujours avec Yannick Corboz, il livre le BD Ciné consacré à Woody Allen. Cinq autres titres suivent dans la même collection, en collaboration avec Thierry Alba, Pat Masioni ou encore Frédérik Salsedo avec qui il crée en 2005 la série Ratafia, une série humoristique ou l'absurde côtoie les jeux de mots, dans une veine proche de celle de René Goscinny dans Iznogoud.
En 2008, il collabore avec Brüno sur Junk, un western mettant en scène des bandits vieillissants. En 2012, il anime une chronique BD sur Jazz Radio et, entre 2011 et 2013, il publie trois nouvelles séries : d"abord Caktus, un western d'humour, avec le dessinateur Johan Pilet, puis Revanche avec Jean-Christophe Chauzy et enfin Walhalla avec Marc Lechuga. En 2020, il retrouve Fred Salsedo pour un spin-off de Ratafia : Ratafia Délirium.
Parallèlement à la bande dessinée, Nicolas Pothier écrit pour le jeu vidéo. On lui doit récemment les dialogues des jeux Astérix XXL3 et Astérix XXXL, ainsi que ceux du jeu Les Schtroumpfs, Mission Mafeuille (Microids).
En 2023, il revient à la BD en signant l'histoire de Robfox et le Voyage du Souvnhir (Delcourt) avec le dessinateur Vincent Joubert, un album jeunesse mettant en scène un renard et un robot dans un monde de fantasy et il scénarise deux albums de la collection "Créations Originales Disney" de chez Glénat, Mickey contre l'Alliance Maléfique avec Johan Pilet et Un Travail pour Fantomiald avec Batem le dessinateur du Marsupilami.

## Albums
- Vies, Mœurs et Opinions (dessin), avec Luc Blanvillain (scénario), 1988.
- Jours d'aujourd'hui (dessin), avec Luc Blanvillain (scénario), Week-end doux, 1992.
- Woody Allen (scénario), avec Yannick Corboz (dessin), Nocturne.
  1. 2004.
  2. 2009.
- Ratafia (scénario), avec Frédérik Salsedo (dessin) et Johan Pilet (dessin, à partir du tome 6), Milan (réédité chez Glénat en 2012 puis réédition augmentée chez Vents d'Ouest en 2018) :
  1. Mon nom est Capitaine, 2005.
  2. Un zèle imbécile, 2006. (Meilleur album au festival Lyon BD 2006).
  3. L'Impossibilité d'une île, 2007.
  4. Dans des coinstots bizarres, 2008. (sélection jeunesse au festival d'Angoulême 2008)[8].
  5. Le Nénuphar instantané, 2008.
  6. Fitzcarraldies, 2013.
  7. Un besoin de consolation, 2014.
  8. Les Têtes de Vô, 2018.
- Voies Off (scénario), avec Yannick Corboz (dessin), Milan, 2006.
- Dexter Gordon (scénario), avec Thierry Alba (dessin), Nocturne, 2007.
- Tito Puente (scénario), avec Thierry Alba (dessin), Nocturne, 2007.
- Junk (scénario), avec Brüno (dessin), Glénat :
  1. Come back, 2008.
  2. Pay back, 2010.
  3. Intégrale, 2013.
- Israël Vibration (scénario), avec Pat Masioni (dessin), Nocturne, 2009.
- Dinah Washington (scénario), avec Frédérik Salsedo (dessin), BDMusic, 2011.
- Caktus (scénario), avec Johan Pilet (dessin), Glénat :
  1. Le Masque de vert, 2011.
  2. Game au vert, 2012.
- Revanche (scénario), avec Jean-Christophe Chauzy (dessin), Glénat :
  1. Société anonyme, 2012.
  2. Raison sociale, 2013.
- Walhalla (scénario), avec Marc Lechuga (dessin), Glénat :
  1. Terres d'écueil, 2013. (Sélection jeunesse, Angoulême 2014).
  2. Du côté de Sherwood, 2015.
  3. Un appel d'Eire, 2018.
- Les Nouvelles Aventures de Sarkozix (scénario), avec Geoffroy Rudowski (dessin), Delcourt  :
  1. Sur le retour, 2015.
  2. Instincts primaires, 2016.
- Ratafia Délirium (scénario), avec Frédérik Salsedo (dessin), Vents d'Ouest :
  1. Le Mal blanc, 2020.
- Robfox et le voyage du Souvnhir (scénario), avec Vincent Joubert (dessin), Delcourt, 2023.
- Mickey contre l'Alliance Maléfique (scénario), avec Johan Pilet (dessin), Glénat, 2024.
- Un travail pour Fantomiald (scénario), avec Batem (dessin), Glénat, 2024.

## Récits courts
- Article intitulé « Lavilliers lèvre l’encre », avec Bernard Lavilliers, BoDoï, no 36, 2000[9]
- « Robert »(scénario), 7 pl. couleur, avec Yannick Corboz (dessin), hors série BoDoï, no 6, 2003 (1re version)[1].
- « Marcel » (scénario), 4 pl. couleur, avec Yannick Corboz (dessin), Métal hurlant, no 141, 2003 (1re version)[2].
- « Ether et Spurius » (scénario), 5 pl. couleur, avec Joël Mouclier (dessin), hors série BoDoï, n°8, 2004[1].
- « Les Enquêtes de Ludo » (scénario), 1 pl. couleur, avec Yannick Corboz (dessin), hors série BoDoï, no 9, 2004[1].
- « Lay Off » (scénario), 6 pl. couleur, avec Pierre-Louis (dessin), hors série BoDoï, no 13, 2005[1].
- « Les Techniques secrètes des grands maîtres de la BD » (scénario), 1 pl. couleur, avec Brüno (dessin), Casemate, no 29, 2010.
- Participation aux collectifs Christmas Jazz (BDJazz, 2005), Projet Bermuda Vol.1 (Librairie Expérience, 2007), Mon chat à moi (Delcourt, 2008), Projet Bermuda Vol.2 (Librairie Expérience, 2009), Mickey All Stars (Glénat, 2019).
- Eva (scénario), 6 pl. couleur, avec Seera (dessin), Métal hurlant, n°10, 2024.

## Jeux vidéo
- La Belle et la Bête, PC, Disney/Infogrames, 1992.
- Les Schtroumpfs, SuperNintendo, IMPS/Infogrames, 1993.
- Astérix et Obélix, SuperNintendo, Albert-René/Infogrames, 1994.
- Starshot : Panique au Space Circus, Nintendo 64, Infogrames, 1998.
- Astérix et Obélix XXL 2 : Mission Las Vegum (scénario et dialogues), PS2, Atari, 2005.
- Le Transporteur, la série. Jeu Facebook. (scénarios des missions), Oxygène-Tanukis, 2012.
- Smokitten. Application smartphone. (dialogues), Dowino, 2018.
- Astérix et Obélix XXL3 : Le Menhir de cristal (dialogues), Anuman, 2019.
- Stardust Odyssey (dialogues), Agharta studios, 2019.
- Les Schtroumpfs : Mission Malfeuille (dialogues), Microids, 2021.
- Astérix et Obélix XXXL : Le Bélier d'Hibernie (dialogues), Microids, 2022.
- Les Schtroumpfs 2 : Le Prisonnier de la Pierre Verte (dialogues), Microids, 2023.